# Luís Henrique Farinhas Taffner
Luís Henrique Farinhas Taffner (Vila Velha, 17 de março de 1998) é um futebolista brasileiro que atua como atacante. Atualmente joga pelo Paternò.

## Infância e juventude
Luís Henrique nasceu em Vila Velha e cresceu em Itarana, pequena cidade no Espírito Santo com cerca de 10 mil habitantes. Em 2010, após a separação de seus pais, se mudou com a mãe para o Rio de Janeiro.

## Carreira

### Categorias de base
O começo de Luís Henrique no futebol foi no CFZ, antes de passar pelo Flamengo, onde ficou três anos. Apesar do tempo, acabou dispensado pelo rubro-negro. Chegou a fazer uma semana de testes no Bahia, mas também não foi aprovado. Em 2013, assinou contrato com o Botafogo, onde foi treinado pelo técnico Felipe Conceição.
Em 2015, o jovem se destacou na Copa do Brasil Sub-17 marcando 14 gols em 10 jogos, tornando-se o maior artilheiro da história do torneio. Seus gols decisivos ajudaram a levar o Botafogo ao vice-campeonato, após perder a final para o Vitória nos pênaltis. Pouco tempo depois, Luís Henrique foi integrado à equipe profissional pelo técnico René Simões.

### Início no Botafogo
A primeira partida como profissional aconteceu no dia 3 de julho de 2015 contra o Sampaio Corrêa, no Estádio Nilton Santos, em duelo válido pela Série B do Campeonato Brasileiro. O atacante marcou dois gols na goleada por 5–0, igualando a marca do ídolo alvinegro Jairzinho, que também balançou a rede duas vezes em sua estreia entre os profissionais. Duas semanas depois, teve seu contrato alterado com um aumento salarial e a definição da multa rescisória em R$ 60 milhões. No entanto, a duração do vínculo permaneceu até maio de 2017. No dia 11 de setembro, Luís Henrique atuou pela primeira vez no Espírito Santo, seu estado natal, em duelo contra o Mogi Mirim. No final do confronto, o atacante sofreu pênalti e, na cobrança, marcou de cavadinha, fechando o placar em 3–0 a favor do Glorioso.
Em 2016, Luís Henrique foi preterido no Campeonato Carioca em favor de Ribamar, outra revelação da base botafoguense. No Campeonato Brasileiro, continuou sem receber oportunidades, participando de apenas cinco partidas. Em virtude disso, o Botafogo tentou negociá-lo por empréstimo com o Atlético Paranaense em setembro, mas as partes não chegaram a um entendimento. No início de 2017, clube e jogador anunciaram a rescisão do contrato, cinco meses antes de seu término, em um acordo no qual o alvinegro permaneceu com 35% dos direitos econômicos do atacante.

### Atlético Paranaense
Após deixar o Botafogo, Luís Henrique assinou por dois anos com o Atlético Paranaense. Sua estreia aconteceu no dia 25 de janeiro, em amistoso contra o Peñarol, na Arena da Baixada. No entanto, o atacante não foi muito utilizado pelo clube paranaense e, em junho, rescindiu o contrato. Como ainda possuía parte de seus direitos econômicos atrelados ao Botafogo, Luís Henrique poderia retornar ao time carioca caso a prioridade de renovação fosse acionada, mas o alvinegro optou por liberar o atleta.

### Feirense
No segundo semestre de 2017, Luís Henrique acertou sua transferência para o futebol português para defender as cores do Feirense. Sua primeira aparição pelo clube de Santa Maria da Feira foi na vitória por 2–1 diante do Paços de Ferreira, em confronto válido pelo Campeonato Português. No dia 7 de outubro, em partida da Taça da Liga contra o Vitória de Guimarães, Luís Henrique fez sua estreia como titular e marcou seu primeiro gol pelo Feirense, garantindo o empate por 1–1. Na ocasião, o atacante pôs fim a um jejum de um ano e meio sem balançar as redes. Em fevereiro de 2018, rescindiu contrato com o clube português de forma amigável.

### Nacional-SP, Grêmio e Oeste
Após deixar Portugal, acertou com o Nacional-SP para disputar a Série A2 do Campeonato Paulista. Estreou logo dois dias depois de confirmar sua transferência, começando do banco, em um clássico Juvenal. No dia 7 de março, o atacante marcou seu primeiro e único gol com a camisa do Naça, fechando a goleada de 6–0 diante do Penapolense. Logo após a eliminação do Nacional-SP no estadual, Luís Henrique assinou contrato de empréstimo por um ano com o Grêmio. O atacante foi contratado para o "time de transição" do clube gaúcho, a fim de disputar o Campeonato Brasileiro de Aspirantes. Para a temporada de 2019, transferiu-se para o Oeste para jogar o Campeonato Paulista. Disputou somente quatro jogos pela equipe de Barueri e rescindiu contrato.

### Futebol escandinavo
Após deixar o Oeste, acertou com o IFK Helsingfors, time da primeira divisão finlandesa. Em janeiro de 2020, Luís Henrique assinou com o Vejle BK, da Dinamarca, até 31 de dezembro de 2022, mas permaneceu no HIFK até o final da temporada 2019–20. Em setembro, seu empréstimo com o clube finlandês foi encerrado e ele se transferiu definitivamente para o futebol dinamarquês. Contudo, após pouco atuar na Dinamarca, foi novamente emprestado para o futebol finlandês, dessa vez para o HJK. Também passou pelo FC Honka.

### Futebol japonês
Em 2022, defendeu o Kataller Toyama, time da terceira divisão japonesa.

### Futebol italiano
Em agosto de 2023, após ficar quase um ano sem jogar futebol para se dedicar à carreira no pôquer, o atacante foi contratado pelo Livorno, time da Série D Italiana. Deixou o clube ao final da temporada de 2023–2024, mas continuou no futebol italiano ao acertar com o Albenga. Pouco tempo depois, transferiu-se para o Magenta e, em seguida, para o Paternò.

## Seleção Brasileira

### Seleção sub-17
Em setembro de 2015, foi convocado pela Seleção sub-17 para disputar o Mundial da categoria, no Chile. O atacante marcou um gol na competição, de pênalti, em jogo válido pelas oitavas de final contra a Nova Zelândia.

## Títulos
Botafogo
- Campeonato Brasileiro - Série B: 2015